# Małgorzata Wojtyra
Małgorzata Wojtyra (ur. 21 września 1989 w Szczecinie) – polska kolarka torowa, zawodniczka szczecińskiego klubu kolarskiego BOGO, wielokrotna mistrzyni Polski, medalistka mistrzostw świata i Europy, olimpijka z Londynu (2012).

## Kariera sportowa

### Igrzyska olimpijskie
W 2012 wystąpiła jako pierwsza Polka w historii w zawodach kolarstwa torowego na igrzyskach olimpijskich, zajmując 11. miejsce w konkurencji omnium.

### Mistrzostwa świata seniorek
- 2009: scratch - 9 m., wyścig punktowy - nie ukończyła finału, 3000 m drużynowo na dochodzenie - 13 m.
- 2010: scratch - 6 m., 3000 m drużynowo na dochodzenie - 12 m.
- 2011: omnium - 4 m., scratch - 6 m., 3000 m drużynowo na dochodzenie - 14 m.
- 2012: omnium - 12 m., 3000 m drużynowo na dochodzenie - dyskwalifikacja
- 2013: wyścig punktowy - 10 m., 3000 m drużynowo na dochodzenie - 4 m.
- 2014: wyścig punktowy - 12 m., 4000 m drużynowo na dochodzenie - 4 m.
- 2015: omnium - 19 m., 4000 m drużynowo na dochodzenie - 10 m.
- 2016: 3000 m na dochodzenie - 2 m.[1]

### Mistrzostwa Europy seniorek
- 2010: sprint drużynowy - 6 m., 3000 m drużynowo na dochodzenie - 6 m., omnium - 3 m.
- 2011: sprint drużynowy - 11 m., 3000 m drużynowo na dochodzenie - 8 m., omnium - 4 m.
- 2012: wyścig punktowy - 6 m., keirin - 7 m., sprint drużynowy - 4 m., 4000 m drużynowo na dochodzenie - 2 m. (z Katarzyną Pawłowską i Eugenią Bujak)
- 2013: wyścig punktowy - 12 m., 4000 m drużynowo na dochodzenie - 2 m. (z Katarzyną Pawłowską, Edytą Jasińską i Eugenią Bujak)
- 2014: scratch - 6 m., 4000 m drużynowo na dochodzenie - 4 m., omnium - 6 m.
- 2015: 4000 m drużynowo na dochodzenie - 4 m., omnium - 5 m.

### Puchar Świata
W 2013 zwyciężyła w zawodach Pucharu Świata w Manchesterze w scratchu

### Mistrzostwa Polski seniorek
- 2005: wyścig punktowy - 2 m., sprint - 2 m.
- 2006: wyścig punktowy - 1 m., keirin - 3 m.
- 2007: 3000 m drużynowo - 1 m., 3000 m indywidualnie - 2 m., scratch - 2 m., sprint drużynowo - 2 m., sprint - 3 m., keirin - 3 m.
- 2008: wyścig punktowy - 1 m., keirin - 1 m., scratch - 1 m., sprint - 2 m. 3000 m indywidualnie - 2 m., sprint drużynowo - 3 m.
- 2009: scratch - 2 m., sprint drużynowo - 3 m.
- 2010: 500 m ze startu zatrzymanego - 1 m., keirin - 1 m., omnium - 1 m., wyścig punktowy - 2 m., 3000 m indywidualnie - 2 m., 3000 m drużynowo - 2 m., sprint drużynowo - 2 m.
- 2011: 500 m ze startu zatrzymanego - 1 m., sprint - 1 m., 3000 m indywidualnie - 1 m., keirin - 1 m., sprint drużynowo - 1 m., omnium - 1 m., scratch - 2 m., 3000 m drużynowo - 2 m., wyścig punktowy - 3 m.
- 2012: sprint - 1 m., keirin - 1 m., scratch - 2 m., wyścig punktowy - 3 m.
- 2013: keirin - 1 m., scratch - 2 m., 3000 m indywidualnie - 2 m., omnium - 2 m.
- 2014: wyścig punktowy - 1 m., scratch - 1 m., omnium - 1 m. 500 m ze startu zatrzymanego - 2 m., 3000 m indywidualnie - 2 m.
- 2015: omnium - 1 m., scratch - 1 m., keirin - 2 m., 500 m ze startu zatrzymanego - 3 m.

### Młodzieżowe mistrzostwa Europy
- 2009: scratch - 2 m.
- 2010: 3000 m na dochodzenie drużynowo - 2 m., omnium - 2 m.
- 2011: omnium - 1 m., scratch - 2 m., 3000 m na dochodzenie drużynowo - 2 m., sprint drużynowy - 3 m.